# Grohoțele, Hunedoara
Grohoțele este un sat în comuna Buceș din județul Hunedoara, Transilvania, România.